# Buytensorge
Buytensorge (Buitenzorg) was een buitenplaats in de buurtschap Schuddebeurs bij Noordgouwe, gelegen aan de Kleine Weel en aangelegd in of kort na 1751.

## Eigendom
Het buiten werd aangelegd door de arts Job Baster (1711-1775). Zijn moeder was eigenaar van de Noordgouwse buiten Rustenburg aan de Kloosterweg. In 1775 droeg hij het buiten over aan Iman van den Broeck, die het bescheiden landhuis geheel of deels liet afbreken. De erven van diens dochter, Louisa Wilhelmina van der Burcht van Lichtenbergh-van den Broeck, droegen de her- of verbouwde villa in april 1819 over aan herbergier en gewezen tuinmansbaas Johannes Hendrikus Bukker. Hij verhuurde de villa en voegde het park als ‘bloementuin’ bij de hof van Herberg Schuddebeurs.

## Landhuis
Blijkens de ‘Lijst van schattingen en tellingen’ uit 1833 had het landhuis in dat jaar acht vensters en deuren en twee stookplaatsen. Het westelijk vooruitspringend deel op de oudste kadastrale minuutplan zou een erker kunnen zijn geweest, met zicht op de driesprong Donkereweg-Schuddebeurseweg (thans Heesterlustweg). Onder toenmalig eigenaar herbergier Leendert van Gastel vond rond 1870 afbraak plaats, maar het is niet zeker of het gehele huis dan wel een deel daarvan toen onder de slopershamer is gevallen. De drie oude arbeiderswoningen, ook wel ‘de witte huisjes’ genoemd, werden wellicht met stenen en kozijnen van het afgebroken landhuis geconstrueerd. Deze zijn omstreeks 1955 afgebroken door de toenmalige eigenaar Stichting tot het Beheeren van Landbouwgronden uit Den Haag.

## Tuin
Over de beplanting en onderhoud van het kleine park door Job Basters tuinman Jan Jacobsz. van der Werf is zeer weinig bekend. Alleen vermeldingen over een gedeelte met fruitbomen beplant en over ‘zwaare ypeboomen’ die in januari 1776 samen met het elzenkaphout zouden worden verkocht. Deze iepen en elzen moeten als ‘manteling’ (windsingel) langs de rand van het grondperceel hebben gestaan. Omdat Baster in zijn aanvullingen op het door hem vertaalde handboek van hortulanus Philip Miller ruimschoots aandacht besteedt aan de primulasoorten, is het aannemelijk dat deze relatief gemakkelijke sleutelbloemigen daar destijds zijn gehouden.